# Tanacetipathes thalassoros
Tanacetipathes thalassoros is een Antipathariasoort uit de familie van de Myriopathidae. De wetenschappelijke naam van de soort is voor het eerst geldig gepubliceerd in 2005 door Loiola & Castro.